# Greta Schiller
Greta Schiller est une réalisatrice et productrice américaine, surtout connue pour le documentaire Before Stonewall: The Making of a Gay and Lesbian Community sorti en 1984. Elle est ouvertement lesbienne.

## Biographie
Greta Schiller est titulaire d'un BFA in Film/Video et d'un MSEd in Science Education, tous deux du City College of New York. 
Son film de 1976, Greta's Girls, est l'un des premiers courts métrages indépendants à se concentrer sur les lesbiennes.
Elle a joué un rôle dans la réalisation du documentaire Greetings from Washington, D.C., 1981, qui détaille la première marche LGBT importante en 1979.
En 1984, Greta Schiller et Andrea Weiss (en) ont fondé Jezebel Productions. L'entreprise met l'accent sur les films éducatifs basés sur des personnes réelles, est basée à New York et à Londres depuis 1998. Schiller et Weiss ont été fortement influencées à la fois par le mouvement de la Nouvelle gauche et les mouvements de libération des femmes et des homosexuels des années 1970.
En 1985, elle et Weiss se sont associées pour réaliser Before Stonewall, qui a remporté deux Emmy Awards. Before Stonewall était le premier film gay ou lesbien à être financé par la Corporation for Public Broadcasting. Elles ont également réalisé International Sweethearts of Rhythm (1986), sur des femmes afro-américaines musiciennes se produisant dans les années 1930 à 1940 : Tiny & Ruby: Hell Divin 'Women (1988) et Paris Was a Woman (1996),,,. Paris Was a Woman, sur les lesbiennes créatives dans le Paris des années 1920, a nécessité 5 ans pour être produit.
Greta Schiller a réalisé Maxine Sullivan: Love to Be In Love (1990), Woman of the Wolf (1994), The Man Who Drove With Mandela (1998), I Live At Ground Zero (2002) et The Marion Lake Story: Defeating the Mighty Phragmite (2014). Elle a produit et réalisé No Dinosaurs in Heaven (2010) qui traite du problème de l'intervention des créationnistes dans l'enseignement des sciences,.

## Distinctions
- Greta Schiller a été titulaire du Fulbright Arts Fellowship in Film en 1988[10].
- Pour The Marion Lake Story, elle a été nommée environnementaliste de l'année par le North Fork Environmental Council[note 2],[12].
- Prix du public (Longs métrages documentaires) au Festival international de films de femmes de Créteil[13]
- Le City College of New York lui a décerné en 2012 la médaille Townsend Harris pour sa contribution exceptionnelle à son domaine[14].